# نعيم المجمر
نعيم بن عبد الله المجمر أبو عبد الله المدني، مولى آل عمر بن الخطاب، سُميّ المجمر لأنه كَانَ يجمر المسجد. تابعي وأحد رواة الحديث النبوي. روى له الجماعة.

## روايته للحديث النبوي
- روى عن: أنس بن مالك، وجابر بن عبد الله بن عمرو بن حرام، وربيعة بن كعب الأَسلميّ، وسالم مولى شداد، وصهيب العتواري، وطهفة ويُقال: ابن طهفة الغفاري، وعبد الله بن عمر بن الخطاب، وعلي بْن يحيى بْن خلاد الزرقي، ومحمد بْن عَبد اللَّهِ بْن زَيْد الأَنْصارِيّ، وأبي زينب مولى حازم الغفاري، وأبي هريرة.
- روى عنه: بكير بن عبد الله بن الأشج، وثور بن زيد الديلي، وخالد بن سَعِيد بن أَبي مريم، وداود بن قيس الفراء، وزيد بْن أَبي أنيسة، وسعيد بن أبي هلال، وأبو الحويرث عبد الرحمن بن معاوية الزرقي، وعبد العزيز بن عُبَيد اللَّهِ، وعثمان بن عَبْدِ الرَّحْمَنِ الجمحي، وعثمان بن مقسم البري، وعمارة بن غزية الأَنْصارِيّ وعُمَر بن شَيْبَة بن أَبي كثير مولى أشجع، والعلاء بن عبد الرحمن بن يعقوب، وفليح بن سليمان، ومالك بن أنس، ومحمد بن عجلان، ومحمد بْن عَلِي الهاشمي، ومحمد بْن عَمْرو بْن عطاء، وابنه مُحَمَّد بن نعيم المجمر، ومسلم بن خالد الزنجي - فيما قيل، وموسى بن مَيْسَرَةَ، وهشام بن سعد.[1]
- الجرح والتعديل: وثّقه يحيى بن معين، ومحمد بن سعد البغدادي، وأبو حاتم الرازي، والنسائي، ذكره ابن حبان في كتاب الثقات، عَن مالك بن أنس: «سمعت نعيما المجمر يَقُولُ: جالست أبا هُرَيْرة عشرين سنة»، روى له الجماعة.[1]